# 後元音
後元音（back vowel）是使用於一些口語語言中的一種元音類型。後元音的決定性特徵為舌頭的位置盡可能地朝向嘴巴後面，且沒有會被歸類為子音的壓縮。國際音標承認的後元音有：
- 閉後不圓唇元音 [ɯ]
- 閉後圓唇元音 [u]
- 半閉後不圓唇元音 [ɤ]
- 半閉後圓唇元音 [o]
- 半開後不圓唇元音 [ʌ]
- 半開後圓唇元音 [ɔ]
- 開後不圓唇元音 [ɑ]
- 開後圓唇元音 [ɒ]